# Isla Awaji
La isla de Awaji (淡路島 Awajishima?) es una isla de Japón perteneciente a la prefectura de Hyōgo, localizada en aguas del oriente del mar Interior de Seto, entre las islas de Honshu y Shikoku. Es lugar de tránsito entre estas dos islas, Awaji originalmente significa «el camino a la provincia de Awa». Awaji también se escribe como 淡道.

## Geografía

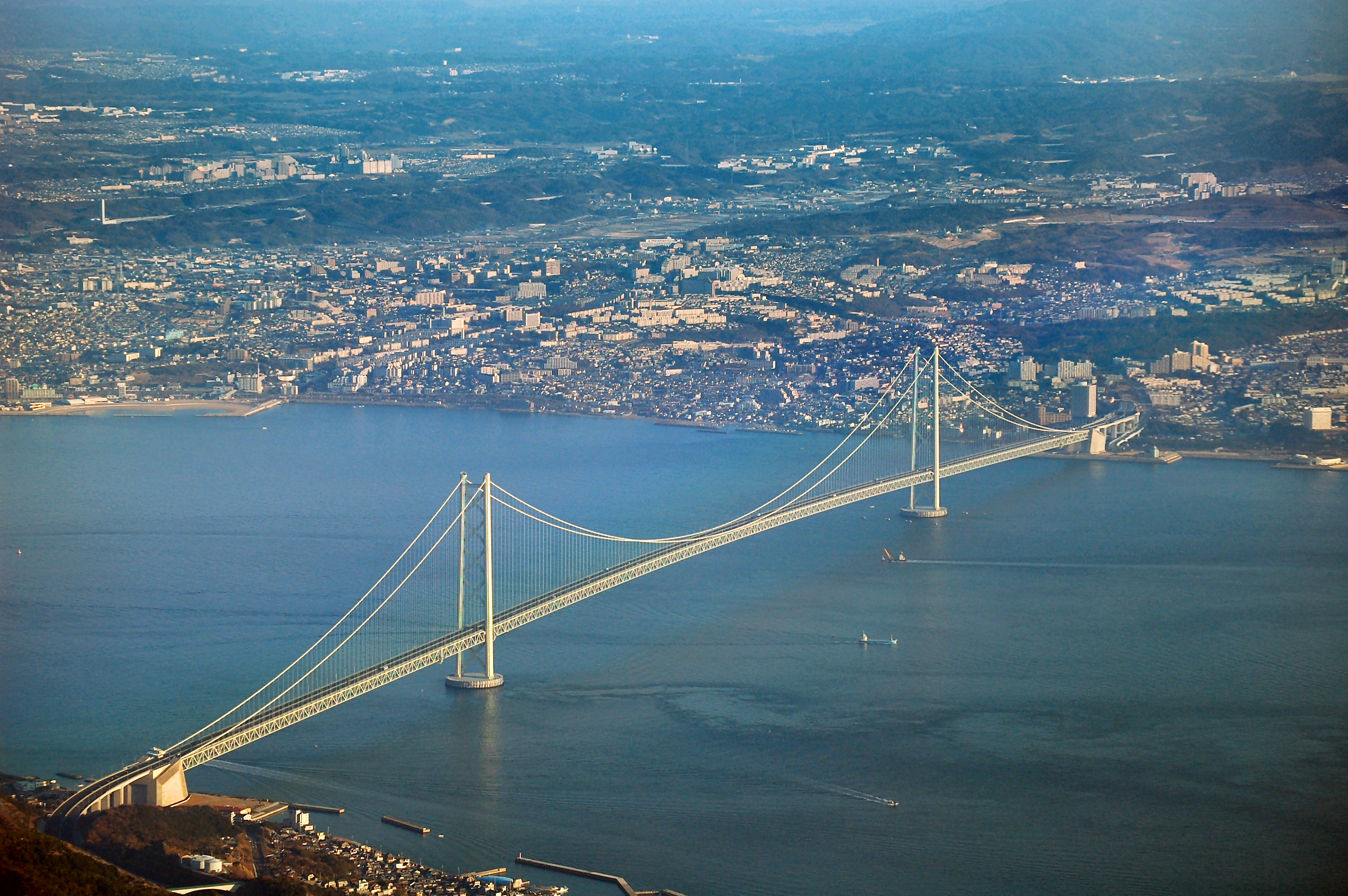
El puente de Akashi une la isla Awaji con la isla Honshu.

Geográficamente se encuentra separada de Honshu por el estrecho de Akashi, de Shikoku por el estrecho de Naruto. Desde 1998 se encuentra conectada a Honshu por el Gran Puente del Estrecho de Akashi. Desde la inauguración de la Autopista Kobe Awaji Naruto, es la tierra más oriental enlace entre Honshu y Shikoku. No hay ningún aeropuerto en Awaji.
La isla consta de tres municipalidades: Awaji, Sumoto y Minamiawaji.
La falla de Nojima, responsable del Gran Terremoto de Hanshin de 1995, cruza a lo largo de la isla. Una sección de la falla se ha preservado y se ha convertido en el Museo de la Falla de Nojima, aquí se nos muestra como el movimiento del suelo corta a través de caminos, vallas y otros elementos. Fuera de esta área protegida, la zona de la falla es menos visible, excepto por algunas rarezas en equipos (por ejemplo, alguna zanja tiene un doblez peculiar cuando la falla alcanza su posición).
Una de las más famosas atracciones de la isla son los Remolinos de Naruto que se forman en el estrecho entre Naruto en la prefectura de Tokushima y la isla Awaji.

## Historia
Históricamente Awaji constituía una provincia, la provincia de Awaji desde el siglo VII. Era parte de Nankaido.

## Cultura
El Teatro de Marionetas de Awaji, es una forma tradicional de teatro de marionetas o ningyō jōruri del que se cree que deriva el drama de marionetas Bunraku de Osaka, se hacen varias actuaciones diariamente en sus propias instalaciones en la Ciudad Nandan en la parte sur de la isla. Los espectáculos de marionetas de Awaji, que escenifican dramas populares tradicionales, pero hunden sus raíces en rituales religiosos, ha disfrutado de una gran popularidad localmente y ha salido de gira internacional, por los EE. UU., Rusia y numerosos países más. 
De acuerdo con los mitos antiguos, Awaji fue la primera de las islas del Japón que crearon los dos dioses o kami, Izanagi y Izanami.

## Trivia
El equipo inglés de fútbol permaneció en Awaji durante la Copa Mundial de Fútbol de 2002.